# Pemba Kaskazini
Pemba Kaskazini eller Nord-Pemba er en af Tanzanias 26 administrative regioner. Regionhovedstaden er Wete. Pemba Kaskazini er en af fem regioner i Tanzania som tilhører Zanzibar, og består af den nordlige del af øen Pemba. Regionen har 243.759 indbyggere (2009) og et areal på 574 km².
Pemba Kaskazini består af to distrikter, Wete og Micheweni. Mod syd grænser regionen til Pemba Kusini.

## Eksterne kilder og henvisninger
1. ↑   Statoids, Regions of Tanzania

5°05′S 39°48′Ø / 5.083°S 39.800°Ø